# Miskolci Nemzeti Színház
A Miskolci Nemzeti Színház Miskolc belvárosában található a Széchenyi, illetve a Déryné utcában. A színháznak otthont nyújtó klasszicista és romantikus stílusú épületet 1847 és 1857 között emelték, és a színházi előadások mellett többek között olyan rendezvényeknek nyújt otthont, mint a Bartók Plusz Operafesztivál. A színház 2010-től az Európai Színházi Konvenció, 2023-tól pedig – Magyarországról egyedüliként – az Európai Színházi Unió tagja. A színház igazgatója 2015 júniusától Béres Attila.

## Története
A Miskolci Nemzeti Színház a köztudatban az ország első kőszínházaként él, de ez csak az ország mai területére igaz, mivel az első a kolozsvári volt. Talán nem is véletlen, de az első Miskolcra érkezett színtársulat is kolozsvári vándortársulat volt. Az 1815-ben, Benke József vezetésével érkező társulat – tagjaként Déryné Széppataki Rózával – annyira megszerettette a város polgáraival a színjátszást, hogy úgy határoztak, állandó színházat építenek. Az első miskolci színházépület építését 1819-ben kezdték el az akkori Boldogasszony utcában (ma Déryné utca), és 1823. augusztus 24-én, két évvel a kolozsvári után nyitották meg Kisfaludy Károly A tatárok Magyarországban című darabjával.

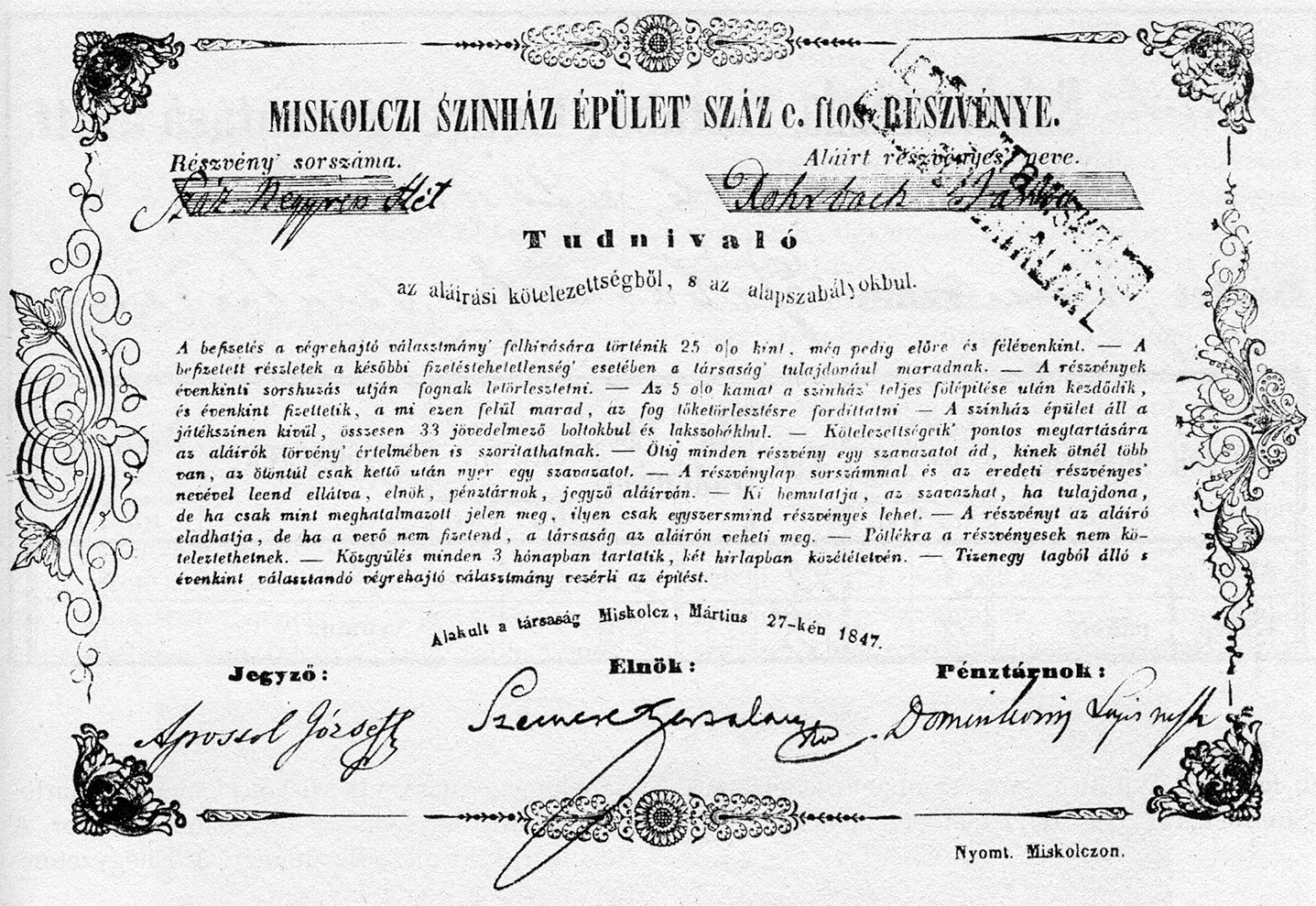
Részvény a színház újjáépítésére

Miskolc első színházépülete 1843. július 19-én tűz martalékává vált. Szinte azonnal elhatározták a színház újjáépítését. Anyagi alapját részben a biztosítótársaság által kifizetett kártérítés és közadakozás fedezte, de még a városban megfordult társulatok is nyújtottak támogatást bevételük egy részéből. A vármegye a régi szomszédságában új telket adományozott egy új színház megépítésére (a telken egy, a tűzvészben szintén leégett katonai szállásépület volt). Szemere Bertalan, a miskolci kaszinó elnöke részvénykibocsátást kezdeményezett, mert az addig meglévő pénzösszeg messze nem fedezte volna az építkezés költségeit. A tervek elkészítésére három építész vállalkozott: a megye Hild Józsefet, Szemere Cassanó Józsefet támogatta, a harmadik Miks Ferenc volt. Cassanó terve 1847. május 13-án már kész volt, s az építkezés ezek alapján indult meg. Az ünnepélyes alapkőletétel 1847. szeptember 3-án történt meg, amelyen jelen volt István főherceg és Szemere Bertalan. Cassanó Miskolcra költözött, később itt nősült meg, de sajátos tény, hogy a színház építését nem felügyelte. Az építkezés az ezt követő két évben részben a forradalom, részben pénzhiány miatt lelassult, csak az 1850-es évek elején gyorsult fel ismét, részben annak is köszönhetően, hogy 1857-re várták Ferenc József látogatását a városba. 1857-ben újabb részvényeket bocsátottak ki, s Szathmáry Király Pál minden követ megmozgatott a határidő tartására, s valóban, el is készült a külső, a látványos belső tér, a színpad és az öltözők. Az új színházépületet az építkezés megkezdésének 10. évfordulóján, 1857. szeptember 3-án nyitották meg Vörösmarty Marót bán című darabjával. A vendégek közt ott volt Jókai Mór és felesége, a miskolci születésű Laborfalvi Róza is, de a pesti színészet színe-java is megjelent. Ekkor már Miskolcon tartózkodott Ferenc József is, de végül nem vett részt a megnyitón, mert az őt a megyehatáron váró Szirmai István gróf az izgalmaktól gutaütést kapott, és a kórházban meghalt. A király kijelentette, hogy hű szolgája halálának napján nem képes színházba menni. Az uralkodót a színházban István főherceg képviselte.

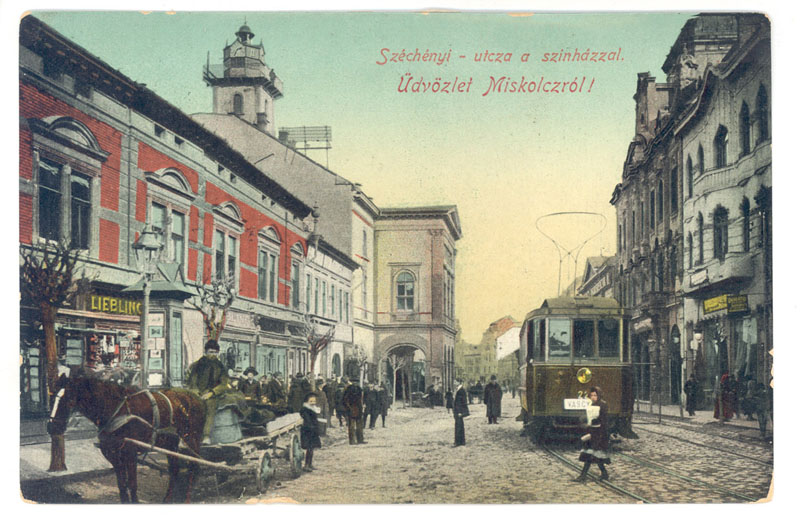
A színház egy 1900 körüli képeslapon

A színház első igazgatója Latabár Endre volt, a híres Latabár-színészdinasztiából. Az épület alsó szintjén, a bejárat két oldalán, üzlethelyiségeket alakítottak ki, melyek bérleti díja részben fedezte volna a színház működését, a felsőbb szinten pedig a Nemzeti Kaszinó is helyet kapott. A működtetésben gondot jelentett az olajlámpákkal való világítás gyenge fénye, ezért egy idő után petróleumlámpákra váltották, de az igazi megoldást a légszesszel való világítás megvalósítása (Miskolcon 1882-ben indult el a gázszolgáltatás). Az új tűzrendészeti előírások miatt 1882-től egy tűzoltót kellett alkalmazniuk, majd 1883-ban felépítették a ma is látható tűztornyot a színház tetejére. Az 1896-os millenniumi ünnepségekre készülve bevezették a légfűtést (addig egyszerű kályhafűtés volt), a belső teret is felújították, elegánsabbá tették. Már ekkor felmerült bejárat előtti, az utcára kilógó rész lebontása, de időhiány miatt ez szerencsére nem valósult meg (ez az átalakítási ötlet még ezután is többször felvetődött).

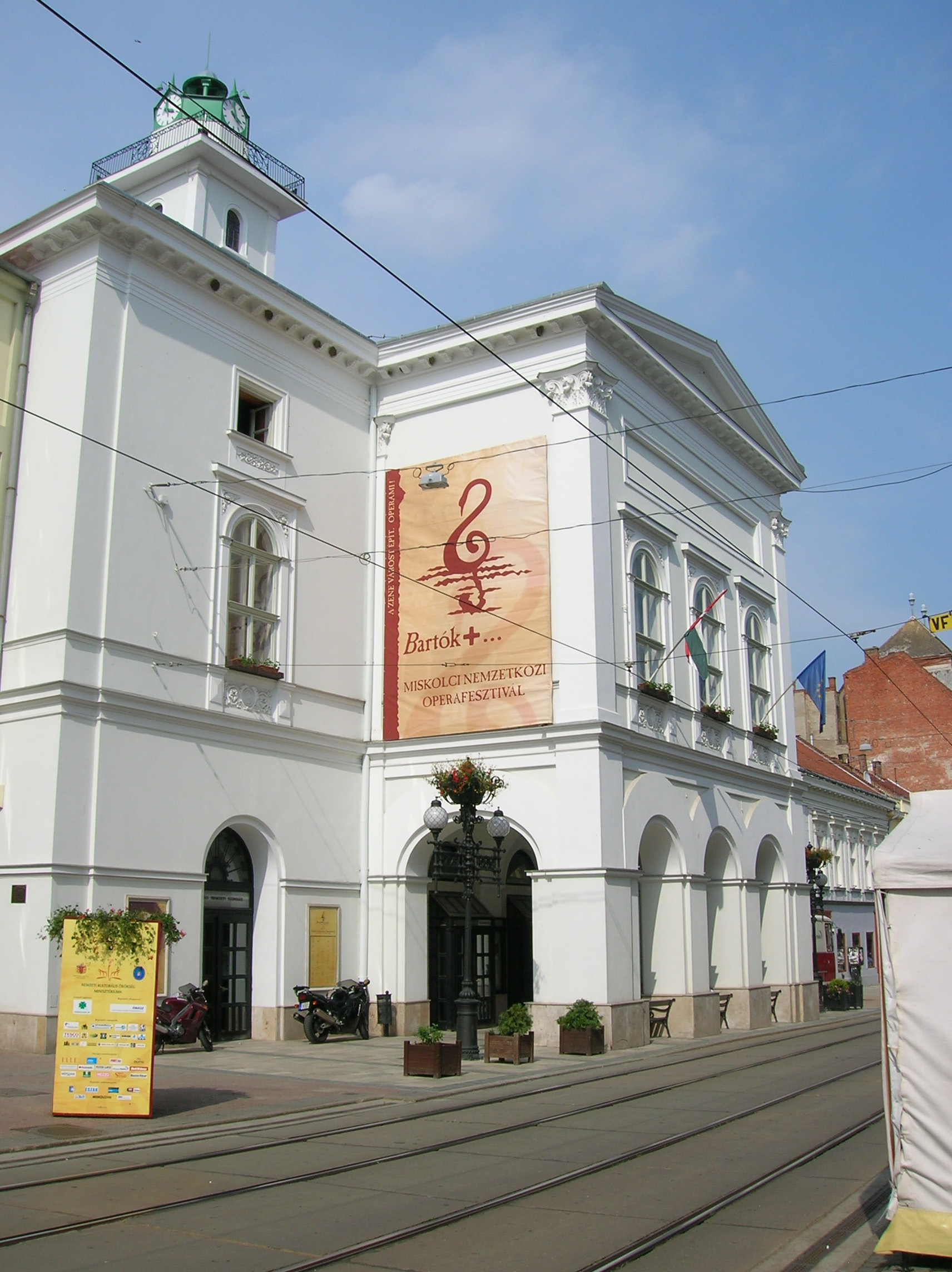
A színház a 2006-os Operafesztivál idején

A következő felújításra 1902-ben került sor: ablakvágással a színpad természetes megvilágítását segítették elő, új öltözőket építettek, bevezették a villanyvilágítást, a színpad előtt kialakították a zenekari árkot, próbatermet és új igazgatói szobát hoztak létre (addig egyik sem volt). A felújítást Stimm Lajos átgondolt tervei alapján hajtották végre. Az átalakított színház húsvétvasárnapi nyitóünnepségére a köszöntő szöveget Herczeg Ferenc írta, Márkus Emília mondta el.
1914-ben az addig részvénytársasági tulajdonban lévő színház az akkor már öt éve törvényhatósági várossá nyilvánított Miskolc tulajdonába ment át. 1925–26-ban ismét jelentősebb felújítást hajtottak végre, építésze Vágó László volt. A színház nézőterét 400 fővel bővítették, parkettázták ez egész belső teret, a bejáratnál lévő előtérben díszes oszlopcsarnokot alakítottak ki, s erre karzatot nyitottak az emeletről. A felújításról a bal oldali előtérben ma is látható márványtáblán emlékeztek meg. Ezen kiemelik Hodobay Sándor polgármester nevét, az ő kezdeményezésének, energiájának köszönhető a sikeres megvalósítás. Az átalakítások a színházi funkciók mellett a Kaszinót is érintették, bejáratát a Deák utcáról (a mai Déryné utcáról) oldották meg.
Nagy felújítást terveztek 1956-ban, amely bontással és építéssel járt együtt. A terveket Bene László és ifj. Horváth Béla készítették. A bővítési igények megvalósítása érdekében lebontották a színház nyugati oldalán álló lakóházat, a bővítésre rendelkezésre álló tér adott lehetőséget a bővítésre: a színházban ruhatárat alakítottak ki a bal oldali nézők számára (addig mindenki csak a keleti oldali ruhatárat használta), ezen az oldalon alakították ki a színészbejárót, díszletraktárat, öltözőszárnyat, jegyirodát, adminisztrációs tereket hoztak létre, átalakítások voltak a nézőtéren, a színpadhoz egy 80 négyzetméteres hátsó színpadot illesztettek, jelentősen korszerűsödött a színpadtechnika, forgószínpad és zsinórpadlás épült, megújult a világítástechnika, s az átalakítások révén az egész épület külső és belső megjelenése szimmetrikussá vált. A felújítási munkálatok 1959-ig tartottak, ez alatt a társulat Diósgyőr-Vasgyárban, egy addig filmszínházként működő épületben tartotta előadásait.

## A színház ma

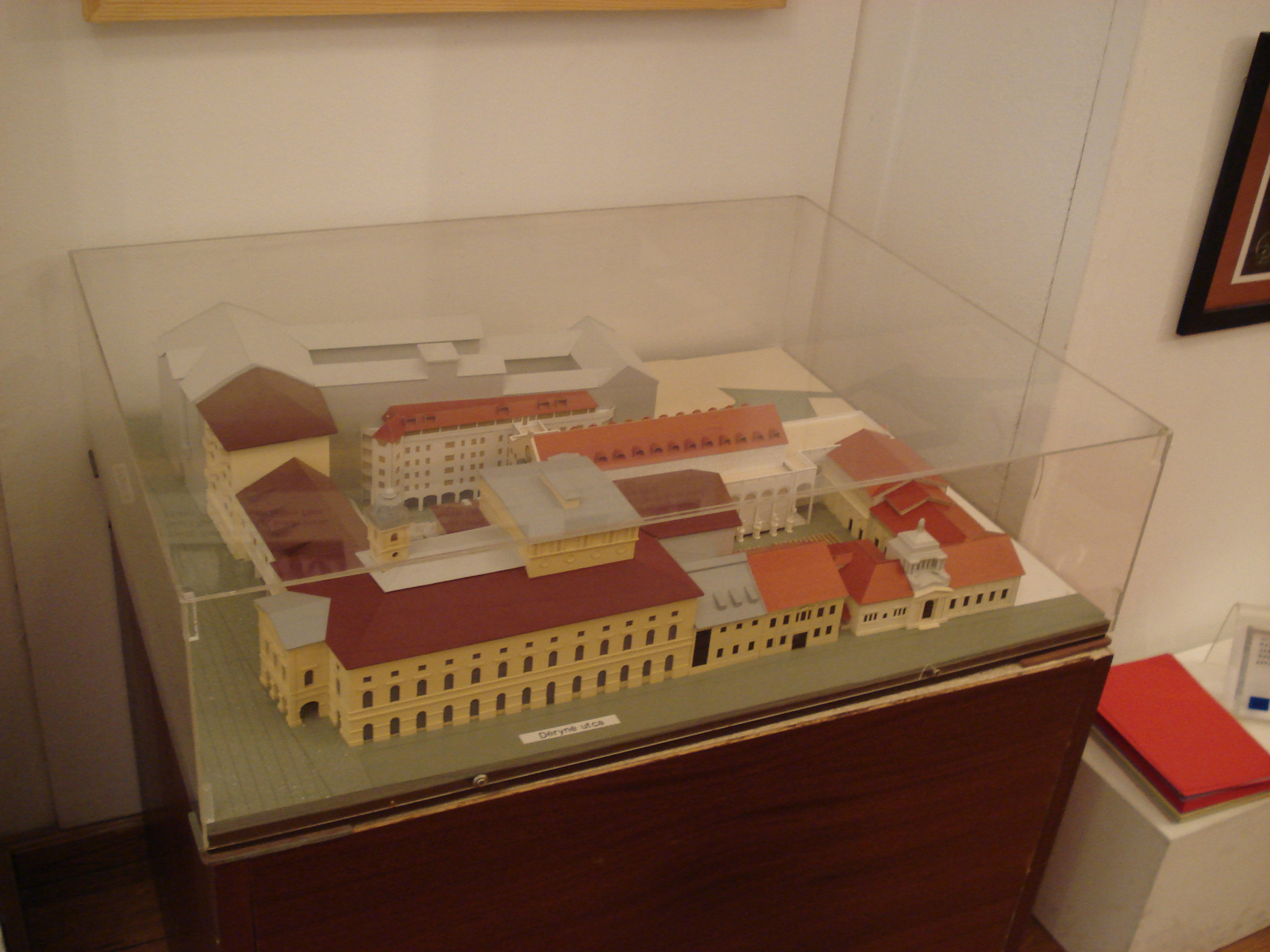
A Miskolci Nemzeti Színház épületegyüttesének makettje

Az 1990-es években, gyökeresen új elképzelések szerint nagyszabású átalakításokat hajtottak végre. A cél egyfelől egy háromtagozatú színház (próza, zene, balett) színház lehetőségének megteremtése volt, másrészt a meglévő, de nem közvetlenül a színházzal egy egységet alkotó kamaraszínház, valamint a tervezett új játszóhelyek egyetlen nagy komplexumba szervezése volt. Ugyancsak koncentrálni kellett a műhelyek, raktárak elhelyezését, valamint – a többtagozatúság miatt is – új próbatermekre volt szükség. A tervkoncepció vezető építésze Bodonyi Csaba volt, mellette még Horváth Zoltán építész és Hidasnémeti János belsőépítész működött közre. A munkálatok során a színpadot a legmodernebb, számítógéppel vezérelt színháztechnikával látták el, a zenekari árkot bővítették, másrészt befedhetőre alakították, amivel a színpad területét lehet megnövelni. A nézőtér kupolájába hatalmas új csillár került, amely pontos mása Schwabisch Hall (Baden-Württemberg) Szentlélek-templomában található csillárnak. Új lett az akusztikai rendszer is. Megújultak az öltözők, jelentősen változtak a színészellátási feltételek (színészlakások is épültek), de emellett közönségforgalmi terek is barátságosabbak lettek. A Weidlich-palota tűzfali oldalához illesztve színészlakásokat építettek, az udvari részt az új irodaépület zárja le, egyben ez a színészbejáró is. A szépen kialakított Déryné-udvarban áll Déryné Széppataki Róza szobra, és a szoborpark folyamatosan bővül (Laborfalvi Róza, Latabár Endre, Nagy Attila). A felújított Nagyszínházat Bertolt Brecht Kurázsi mamájával nyitották meg.

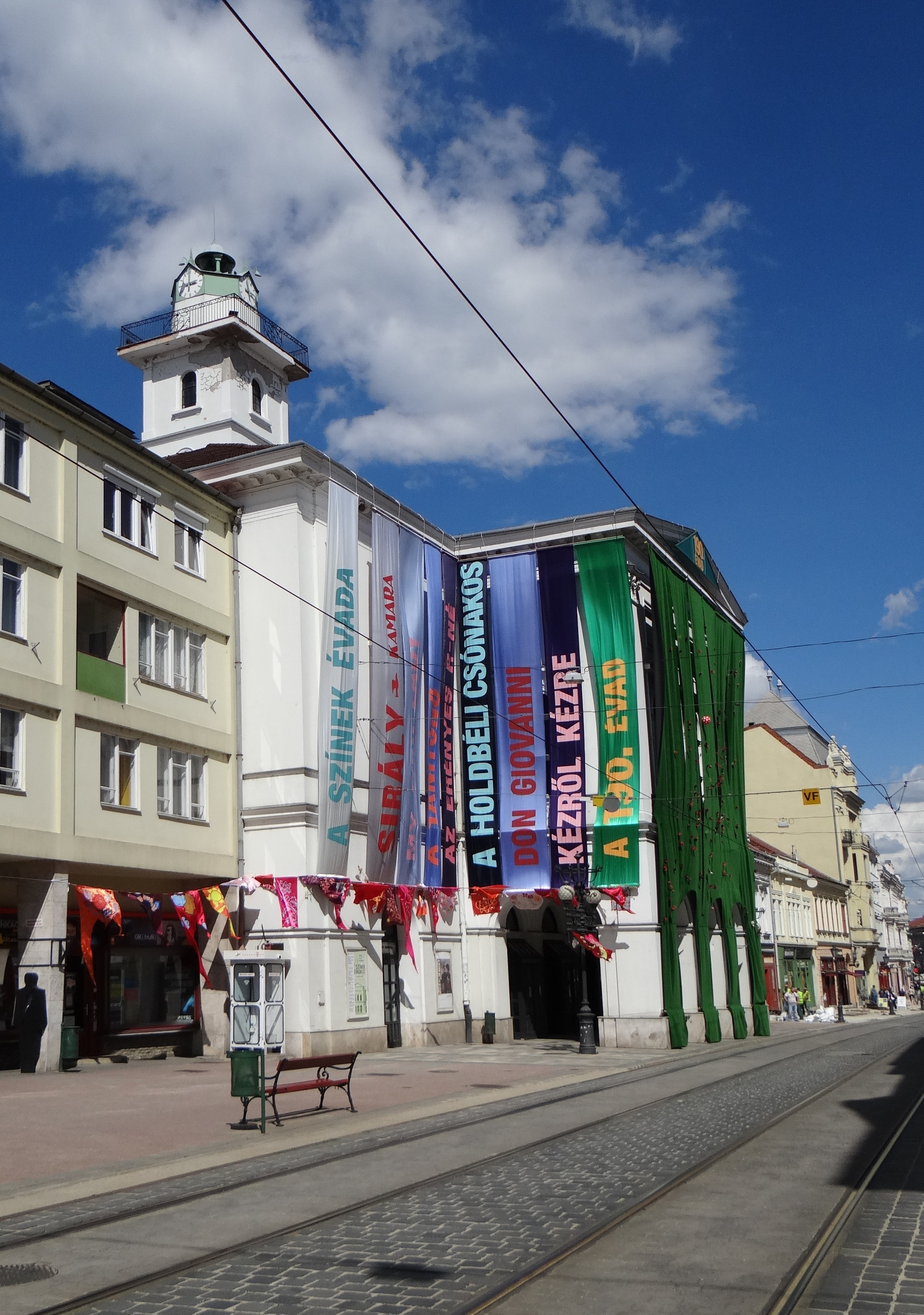
A 190. évadot hirdető színház 2013-ban

A nagyrekonstrukció megvalósulása révén Miskolcon Közép-Európa egyik legösszetettebb színházi együttese jött létre. A megújult Miskolci Nemzeti Színház összterülete az eredeti méret kétszeresére, 15 074 négyzetméterre növekedett. Az épületegyüttesben – az ekkortól Nagyszínház néven emlegetett eredeti teátrum nagyszínpadán kívül – még négy játszóhely található:
- Csarnok: Eredetileg díszlet-összeállító térnek, próbaszínpadnak készült. Minthogy a nagyszínpadhoz csatlakozik, forgószínpaddal és megfelelő színpadgépezettel rendelkezik. Külső homlokzati fala vasfüggönyként felhúzható, s ezáltal lehetőség adódott arra, hogy a belső színpad külső résszé is váljon, azaz a Nyári színház szabadtéri színpadát is adja. A csarnoktér alternatív játszóhely, a kísérletező rendezők előadásainak a helyszíne. Körülbelül száz nézőt tud befogadni.
- Kamaraszínház: 270–300 főnyi nézőt befogadó színház, főleg viszonylag kisebb szereplőgárdát igénylő darabokat adnak elő benne. A Játékszínnel együtt a Miskolci Galéria addigi, Dériné utcai épületében kapott helyet.
- Játékszín: A Kamaraszínházzal együtt közös előtérből nyílik. Kísérleti, beavató színház. Nézőtere változtatható, a nézők száma maximálisan 100 fő körül lehet.
- Nyári színház: Szabadtéri játszóhely, nézőtere 500 fős. Önálló színpada nincs, mert a Csarnok teljes funkciójú színpadát használja, de van zenekari árka. A Nyári színháznak – a szabad tér ellenére – kiváló az akusztikája, ezért kiválóan alkalmas zenés darabok, hangversenyek megtartására, így az Operafesztivál rendezvényeinek is fontos színhelye volt.

A színházi épületkomplexumban található a Színháztörténeti és Színészmúzeum is, amely a miskolci színjátszás történetének állít emléket.
A felújítás révén kialakult színházi épületkomplexum lehetővé tette a Bartók Plusz Operafesztivál megteremtését, amelyet először 2001, utoljára 2019 nyarán rendeztek meg – eredetileg a színházigazgató Hegyi Árpád Jutocsa és Müller Péter Sziámi ötlete alapján, később Bátor Tamás, majd Kesselyák Gergely vezetése alatt.
2013. április 28-án, a tánc világnapjához kapcsolódóan megalakult a színház keretein belül működő Miskolci Balett, Kozma Attila vezetésével.

## Az épület leírása
Kétemeletes, klasszicista, helyenként romantikus elemekkel tagolt színházépület. Eredetileg 29,5 méter széles és 48,5 méter hosszú volt. Az egykor aszimmetrikus épület déli oldalán az utcára kinyúló, négy pillérre támaszkodó portikusz kocsialáhajtóként működött. Az 1957–1959 közötti átépítés során a színház szimmetrikussá lett. A Széchenyi utcára néző (déli) homlokzata 1+3+1, a Déryné utcai (keleti) homlokzata eredetileg 11, majd az átépítés óta 13 tengelyes.
A színház első emeleti ablakai félköríves záródásúak, kváderimitációkkal közrefogott, növényi elemekből komponált romantikus köténydíszekkel és egyenes szemöldökdíszekkel. A könyöklőpárkányuk meghosszabbítása övpárkányként fut végig az egész épületen. Az ablakok felett erősen keretelt négyzetformájú ablakok vannak, romantikus könyöklődísszel. Ezek az ablakok a portikusz középső három és oldalsó ablakai felett nincsenek jelen. A portikuszt két oldalról korinthoszi pilaszterek szegélyezik, az ablakai felett pedig fríz futott végig (ezt a frízt az egyik felújításnál eltüntették). A portikuszt a konzolos főpárkány felett timpanon zárja. A földszintet és az emeleteket osztópárkány osztja két részre. A földszinti nyílások klasszicista kereteletlen típusúak.
Négyszögletű tornyának első emeletén körablakok vannak, míg a második emeletiek félkörívesen záródnak. A torony itt erkéllyé alakul, majd nyolcszögletesen folytatódik tovább, órát és kisebb kör alakú tornyot tart.

## A színház igazgatói
A Miskolci Nemzeti Színháznak története során – az elődszínházzal együtt – több mint nyolcvan direktora volt.

### 1797–1856
| Sorszám | Név                      | Mikor     | Sorszám | Név                     | Mikor     | Sorszám | Név                                                        | Mikor     | Sorszám | Név                              | Mikor     | Sorszám | Név          | Mikor |
| ------- | ------------------------ | --------- | ------- | ----------------------- | --------- | ------- | ---------------------------------------------------------- | --------- | ------- | -------------------------------- | --------- | ------- | ------------ | ----- |
| 1.      | Philipp Berndt           | 1797      | 2.      | Kótsi János             | 1801–1803 | 3.      | Kreutzmayer Ferenc                                         | 1814      | 4–5.    | Benke József és Murányi Zsigmond | 1815–1821 | 6.      | Éder György  | 1823  |
| 7.      | Pergő Celesztin          | 1825–1828 | 8.      | Komlóssy Ferenc         | 1829      | 9.      | Kilényi Dávid                                              | 1829      | 10.     | Láng Ádám                        | 1830      | 11.     | Balla Károly | 1833  |
| 12.     | Újfalussy Sándor         | 1833      |         | Éder György (másodszor) | 1833–1834 |         | Újfalussy Sándor és Pergő Celesztin (mindketten másodszor) | 1835–1836 |         | Komlóssy Ferenc (másodszor)      | 1836      | 13.     | Pály Elek    | 1836  |
|         | Balla Károly (másodszor) | 1841–1843 | 14.     | Kőrössy Ferenc          | 1846      | 15.     | Várady Pál                                                 | 1846      | 16–17.  | Somogyi Sándor és Várossy József | 1847–1848 | 18.     | Hidasi Elek  | 1852  |
| 19.     | Kőszegi Endre            | 1853      | 20.     | Hetényi József          | 1854      | 21.     | Pázmán Mihály                                              | 1856      |         |                                  |           |         |              |       |

### 1857-től
| Sorszám | Név                           | Mikor     | Sorszám | Név                                | Mikor     | Sorszám | Név                       | Mikor     | Sorszám | Név                        | Mikor        | Sorszám | Név                                    | Mikor     |
| ------- | ----------------------------- | --------- | ------- | ---------------------------------- | --------- | ------- | ------------------------- | --------- | ------- | -------------------------- | ------------ | ------- | -------------------------------------- | --------- |
| 22.     | Latabár Endre                 | 1857–1859 | 23.     | Molnár György                      | 1859-1861 | 24.     | Pázmán Mihály             | 1861–1862 |         | Latabár Endre (másodszor)  | 1860 v. 1861 | 25–26.  | Benedek József és Kocsisovszki Gusztáv | 1862–1863 |
|         | Latabár Endre (harmadszor)    | 1863      | 27–28.  | Szabó József és Filippovics István | 1863      | 29.     | Láng Boldizsár            | 1864      | 30.     | Gárdonyi Antal             | 1864–1865    | 31.     | Szilágyi Béla                          | 1865–1866 |
| 32.     | Károlyi Lajos                 | 1866–1868 | 33.     | Aradi Gerő                         | 1867–1868 | 34.     | Egressy Ákos              | 1868–1870 |         | Latabár Endre (negyedszer) | 1869         | 35.     | Tóth Jenő                              | 1870      |
| 36–37.  | Sztupa Andor és Hubay Gusztáv | 1871–1872 |         | Latabár Endre (ötödször)           | 1872      |         | Károlyi Lajos (másodszor) | 1872–1873 | 38.     | Mannsberger Jakab          | 1873–1875    | 39.     | Temesvári Lajos                        | 1875      |
| 40.     | Némethné Eötvös Borcsa        | 1875–1876 | 41.     | Gáspár Jenő                        | 1877      | 42.     | Krecsányi Ignác           | 1876–1877 | 43.     | Gerőffy Andor              | 1877         |         | Károlyi Lajos (harmadszor)             | 1877–1878 |
| 44.     | Miklóssy Gyula                | 1878–1881 | 45.     | Jakab Lajos                        | 1881      | 46.     | Lászi Vilmos              | 1881–1883 |         | Gerőffy Andor (másodszor)  | 1883–1884    | 47.     | Tóth Béla                              | 1884–1885 |
| 48.     | Dancz Lajos                   | 1885–1886 | 49.     | Kövesi Albert                      | 1886–1888 |         | Jakab Lajos (másodszor)   | 1888      | 50.     | Csóka Sándor               | 1888         | 51.     | Hatvani Károly                         | 1888–1889 |
| 52.     | Halmai Imre                   | 1889      | 53.     | Egri Kálmán                        | 1889–1890 |         | Halmai Imre (másodszor)   | 1890–1893 |         | Csóka Sándor (másodszor)   | 1893–1896    | 54.     | Tiszay Dezső                           | 1896–1899 |
| 55.     | Baranyai Mihály               | 1898      |         | Csóka Sándor (harmadszor)          | 1899–1901 | 56.     | Szalkai Lajos             | 1901–1903 | 57.     | Németh József              | 1903–1904    | 58.     | Balla Kálmán                           | 1904–1907 |
| 59.     | Palágyi Lajos                 | 1907–1920 | 60.     | Komjáthy János                     | 1920–1921 | 61.     | Sebestyén Géza            | 1921–1926 | 62.     | Sebestyén Mihály           | 1926–1939    | 63.     | Inke Rezső                             | 1939      |
| 64.     | Beleznay Unger István         | 1940      | 65.     | Thúróczy Gyula                     | 1940      | 66.     | Jakabffy Gyula            | 1940      | 67.     | Bánky Róbert               | 1940         | 68.     | Ihász Árpád                            | 1940      |
| 69.     | Tolnay Andor                  | 1941–1942 | 70.     | Földessy Géza                      | 1941–1949 | 71.     | Árvay Bléd Gusztáv        | 1945      | 72.     | Szendrő Ferenc             | 1949–1950    | 73.     | Bozóky István                          | 1950–1954 |
| 74.     | Mura Péter                    | 1954–1955 | 75.     | Mészöly Tibor                      | 1955–1957 | 76.     | Jákó Pál                  | 1957–1961 | 77.     | Ruttkai Ottó               | 1961–1964    | 78.     | Lendvay Ferenc                         | 1964–1968 |
| 79.     | Sallós Gábor                  | 1968–1979 | 80.     | Gyarmati Béla                      | 1979–1992 | 81.     | Hegyi Árpád Jutocsa       | 1992–2002 | 82.     | Kiss László                | 2002–2003    | 83.     | Halasi Imre                            | 2003–2012 |
| 84.     | Kiss Csaba                    | 2012–2015 | 85.     | Béres Attila                       | 2015–     |         |                           |           |         |                            |              |         |                                        |           |

## Társulat

### 2024/2025[7]
Művészeti vezetés
A színház döntés-előkészítő, koordinációs, tanácsadó testülete. Legfontosabb feladata általában a színház műsorára, a bemutatandó darabokra, a társulat összetételére stb. vonatkozó javaslatok megtétele.
- Béres Attila (rendező, ügyvezető igazgató)
- Cser Ádám (zeneigazgató)
- Keszég László (rendező)
- Kozma Attila (koreográfus)
- Rusznyák Gábor (rendező)
- Szabó Máté (rendező)
- Szőcs Artur (rendező)

Színészek
- Baranyi Emma
- Bodoky Márk
- Börcsök Olivér
- Czvikker Lilla
- Edvi Henrietta
- Eperjesi Erika
- Fandl Ferenc
- Farkas Sándor
- Fazakas Júlia
- Feczesin Kristóf
- Gáspár Tibor
- Harsányi Attila
- Kerekes Valéria
- Keresztes Sándor
- Kincses Károly
- Kokics Péter
- Lajos András
- Mikita Dorka Júlia e.h.
- Máhr Ági
- Mészöly Anna
- Molnár Anna
- Prohászka Fanni
- Puskás Balázs e.h.
- Rácz János
- Rózsa Krisztián
- Rudolf Szonja
- Rusznák Adrienn
- Salat Lehel
- Seres Ildikó
- Simon Zoltán
- Szegedi Dezső
- Szirbik Bernadett
- Tegyi Kornél
- Tóth Dominik
- Varga Andrea

### Híresebb társulati tagok
Az alábbiakban a miskolci társulat tagjai közül sorolunk fel néhányat, akik országosan is ismertek voltak, illetve ismertekké váltak.
- Agárdy Gábor
- Balogh Emese
- Balogh Zsuzsa
- Bárczy Kató
- Barta Mária
- Bessenyei Ferenc
- Besztercei Pál
- Bilicsi Tivadar
- Blaskó Péter
- Borsodi Ursula
- Bozóky István
- Bregyán Péter
- Csiszár Imre
- Csiszér András
- Csonka Zsuzsa
- Dégi István
- Demeter Hedvig
- Dézsi Szabó Gábor
- Dobos Ildikó
- Fráter Kata
- Galambos Erzsi
- Galkó Balázs
- Géczy Dorottya
- Görbe János
- Gyöngyössy Katalin
- Győrffy György
- György László
- Gyulányi Eugénia
- Hacser Józsa
- Hegyi Árpád Jutocsa
- Horváth Zsuzsa
- Igó Éva
- Jancsó Adrienne
- Kanalas László
- Komlós Juci
- Komlóssy Teri
- Koncz Gábor
- Koroknay Géza
- Kovács Mária
- Körtvélyessy Zsolt
- Kuna Károly
- Ladányi Mihály
- Latabár Endre
- Latabár Árpád
- Latinovits Zoltán
- Lázár Kati
- Lelkes Ágnes
- Lenkey Edit
- Lovas Rozi
- Máthé Erzsi
- Máthé Eta
- Makay Sándor
- Margitai Ági
- Markaly Gábor
- Matus György
- Meszléry Judit
- Mezey Mária
- Mihályi Győző
- Miske László
- Molnár Anna
- Molnár Tibor
- Molnár Zsuzsa
- Móricz Lili
- Nagy Attila
- Nádassy Anna
- Neményi Lili
- Némethy Ferenc
- Orosz Anna
- Őze Lajos
- Pákozdi János
- Paláncz Ferenc
- Pethes Ferenc
- Péva Ibolya
- Polgár Géza
- Quintus Konrád
- Rajz János
- Ruttkai Ottó
- Sándor Erzsi
- Siménfalvy Lajos
- Somlay Artúr
- Spányik Éva
- Sulyok Mária
- Szabó Sándor
- Szerencsi Éva
- Szervét Tibor
- Szirtes Ádám
- Szirtes Gábor
- Szőke István
- Sztankay István
- Tímár Éva
- Timár József
- Ujlaki Dénes
- Ullmann Mónika
- Upor Péter
- Várhegyi Márta
- Verebes István
- Vargha Irén

## Bemutatók
| Évad      | Szerzők                                               | Darab                                                                             | Rendező                          |
| --------- | ----------------------------------------------------- | --------------------------------------------------------------------------------- | -------------------------------- |
| 2024/2025 | Zerkovitz Béla                                        | Csókos asszony                                                                    | Szőcs Artur                      |
| 2024/2025 | William Shakespeare                                   | Rómeó és Júlia                                                                    | Béres Attila                     |
| 2024/2025 | Ken Ludwig                                            | Primadonnák                                                                       | Keszég László                    |
| 2024/2025 | Ruggero Leoncavallo                                   | Bajazzók                                                                          | Szabó Máté                       |
| 2024/2025 | Cser Ádám                                             | Atelier                                                                           | Szabó Máté                       |
| 2024/2025 | Peter Weiss – Richard Peaslee                         | Marat/Sade                                                                        | Rusznyák Gábor                   |
| 2024/2025 | Fazekas Mihály – Hajós Zsuzsa                         | Lúdas Matyi                                                                       | Markó Róbert                     |
| 2024/2025 | John Millington Synge                                 | A Nyugat császára                                                                 | Ascher Tamás                     |
| 2024/2025 | Weöres Sándor                                         | A kétfejű fenevad                                                                 | Szőcs Artur                      |
| 2024/2025 | Lőrinczy Attila                                       | Az üvegcipőn túl avagy mi történt azután, hogy Irma meghódította Sipos úr szívét? | Keszég László                    |
| 2024/2025 | Nyikolaj Erdman                                       | Az öngyilkos                                                                      | Szabó Máté                       |
| 2024/2025 | Alexandru Popa                                        | A pók hálójában                                                                   | Rusznyák Gábor                   |
| 2025/2026 | Claude Magnier                                        | Oscar                                                                             | Szőcs Artur                      |
| 2025/2026 | Jacobi Viktor                                         | Sybill                                                                            | Szabó Máté                       |
| 2025/2026 | Joshua Sobol - Jávori Ferenc "Fegya"                  | Gettó                                                                             | Béres Attila                     |
| 2025/2026 | Giacomo Puccini                                       | Bohémélet                                                                         | Szőcs Artur                      |
| 2025/2026 | Csiky Gergely nyomán, a Mohácsi testvérek átdolgozása | Buborékok                                                                         | Rusznyák Gábor                   |
| 2025/2026 | Carlo Goldoni                                         | Csetepaté Chioggiában                                                             | Rusznyák Gábor                   |
| 2025/2026 | Michael Ende                                          | Puncspancs                                                                        | Kovács Dániel Ambrus             |
| 2025/2026 | Jókai Mór                                             | Az arany ember                                                                    | Kozma Attila                     |
| 2025/2026 | Füst Milán                                            | Máli néni                                                                         | Csiszár Imre                     |
| 2025/2026 | Anton Pavlovics Csehov                                | Platonov (Apátlanul)                                                              | Keszég László                    |
| 2025/2026 | Arany János                                           | Toldi                                                                             | Kozma Attila                     |
| 2025/2026 | Martin McDonagh                                       | Leenane szépe                                                                     | Keszég László                    |
| 2025/2026 | Székely Csaba                                         | Bányavirág                                                                        | Béres Attila                     |
| 2025/2026 | Arany János                                           | Ágnes asszony és...                                                               | Kozma Attila és Szőllősi Kriszta |

## Örökös tagok
A Miskolci Nemzeti Színház örökös tagjai között nem csak színművészek, rendezők találhatók meg, de a művészeti munkatársak, az irodai és a műszaki dolgozók közül is beválasztanak arra érdemes tagokat.
- Ábrahám István (1945–2002) 1971-től haláláig – két év pécsi tartózkodást leszámítva – volt a miskolci teátrum tagja. Elsősorban bonviván szerepeivel aratott sikereket (pedig eredetileg prózai színész volt), de később drámákban is érlelt alakításokat nyújtott. Miskolc városától két ízben kapta meg a Déryné-díjat.
- Bánhidi József (1888–1973) 1919-ben érkezett Miskolcra. Főleg prózai szerepekben remekelt, de zenés játékokban is sikeres volt. Népszerű, az egész város életében jelen lévő színész volt.
- Csapó János (1924–2015) Egy 1958-as évad után 1966-ban telepedett le Miskolcon. Sokoldalú karakterszínész, a tudatos szerepépítés és a szabad komédiázás egyaránt sajátossága. 1976-ban Déryné-gyűrűt kapott, 2006-ban Miskolc város díszpolgára lett.
- Fehér Tibor (1921–1984) A miskolciak Fehér Pufija 1947-ben szerződött a városba, táncoskomikus és buffó szerepekben volt a legsikeresebb, később karakterszerepekben is remekelt. Szerepelt például Bacsó Péter Tanújában is.
- Guzi Emese művészeti titkár, 1981-től a színház tagja, színészként is közreműködött.
- Kerékgyártó László tanácsadó.
- Kincses Károly (1948–) 1999-től társulati tag, zenés és prózai darabokban is kiváló.
- Komáromy Éva (1939–2017) 1961-től volt tagja a miskolci társulatnak. Eleinte főleg szubrett és primadonna szerepeket játszott, de musicalekben és prózai darabokban is megmutatta tehetségét. Elegáns, vonzó megjelenésű színésznő, remek énekhang, nagyszerű tánctudás jellemezte. 1980-ban Déryné-gyűrűt, 2006-ban megyei Prima Primissima díjat kapott.
- Koncz Boglárka 1982-ben lett segédrendező a színházban, 1985-ben művészeti titkárként, majd 1994-től főtitkárként dolgozik.
- Kulcsár Imre (1934–2012) Miskolci születésű színész, 1952-től 1959-ig, majd 1965-től a miskolci színház művésze. Sokoldalú karakterszínész, remek orgánum, finom, érzékeny színészi játék jellemzi. Saját irodalmi műsorokkal is fellép. 1982-ben Déryné-gyűrűt, 1999-ben Déryné-díjat kapott Miskolc városától.
- Máhr Ági (1952–) 1979-ben Csiszár Imre idején jött Miskolcra, azóta tagja a színháznak. A legkülönbözőbb szerepekben hoz létre jelentőset, miközben rendkívüli szerénységgel mindig a színpadi figurát állítja előtérbe.
- Márffy Vera (1916–1995) 1950-től volt a társulat tagja, de már korábban is játszott Miskolcon. Remek megjelenésű primadonna volt, szép és képzett hangja révén miskolci operaelőadásokban is fellépett. Prózai karakterszerepekben is kiválót nyújtott, tiszta, kiművelt beszédstílusa volt. A várostól Déryné-díjat kapott.
- Máthé Éva (1924–2004) Miskolcra 1949-ben szerződött, és haláláig a társulat tagja volt, ezalatt mintegy 150 szerepet játszott el. Szeretetre méltó egyéniség volt, egyformán sikeres volt operettekben és drámákban is. 1974-ben Déryné-gyűrűt kapott a várostól.
- Molnár Anna (1950– ) Miskolci születésű színművész. 1968-ban került a színházhoz, de 1983 után rövid ideig máshol is megfordult. Eredetileg opera- és hangversenyénekes, azonban egy ideje már főleg prózai szerepeket alakít.
- Péva Ibolya (1941–) 1966-ban jött Miskolcra, azóta a társulat tagja. Rendkívül sokoldalú színésznő, ennek megfelelően szinte bármilyen színpadi feladatot meg tud oldani. Sok filmben, tv-játékban is szerepelt. 2008-ban elnyerte a Gobbi Hilda által alapított Aase-díjat.
- Pindur István (1945-2021) Miskolcon született 1945-ben. 1970-ben díszítőként szerződött a Miskolci Nemzeti Színházhoz. 1976-ban a Színház és Filmművészeti Főiskolán elvégezte a műszaki vezető képzést. Végigjárva a színházi ranglétrát lett műszaki vezető. Ugyan 2005-ben nyugdíjba vonult, de szcenikusként, technikai koordinátorként továbbra is a színház szolgálatában állt. Számtalan városi rendezvény, szabadtéri produkció létrehozásában is közreműködött.
- Sallós Gábor (1924–2011) Főrendezőnek szerződött Miskolcra 1963-ban, majd 1968-tól 1979-ig igazgatója is volt a színháznak. Rendezőként, direktorként kortárs magyar drámák bemutatását tartotta fontos feladatának. Természetesen színészként is szerepet vállalt, fanyar humor, sajátos irónia jellemezte játékát. 1981-ben kapta meg a Déryné-gyűrűt.
- Sebestyén Mihály (1893–1977) Színészi pályafutását Miskolcon kezdte 1915-ben, majd 1926-ban jött vissza ismét: bátyjától, Sebestyén Gézától vette át a színház irányítását. A Sebestyének alatt a miskolci teátrum rendkívül eredményes korszakát élte. 1939-ben, a zsidótörvények miatt kényszerült távozni.
- Seres Ildikó (1996–) 1992 óta a színház tagja, zenés és prózai, könnyed és drámai szerepekben egyaránt remek teljesítményt nyújt, rendezőként és színészpedagógusként is tevékenykedik.
- Somló Ferenc (1918–2009) 1960-tól volt tagja a Miskolci Nemzeti Színháznak, kiváló drámai színész volt, tehetségét elsősorban ilyen szerepekben kamatoztatta. 1981-ben nyugdíjba vonult, ezután már csak elvétve vállalt színházi feladatot. 1960-ban Jászai Mari-díjat, 1978-ban Déryné-gyűrűt kapott.
- Somló István (1946–2012) Somló Ferenc fia, 1966-tól haláláig volt a színház művésze. Számos műfajban játszott, drámákban, vígjátékokban, musicalekben, gyerekdarabokban.
- Szabados Ambrus (1913–1995) Miskolc szomszédságában, Sajószentpéteren született. 1945-ben került Miskolcra, elsősorban drámai epizódszerepekben aratott sikereket. Első miskolci éveiben megromlott egészsége miatt még nem játszhatott, ekkor a színház gazdasági igazgatójaként volt eredményes.
- Szegedi Dezső (1953–) 1982-től tagja a társulatnak, ahol énekkari tagként kezdte pályafutását. Kisebb karakterszerepektől jutott el a fajsúlyos főszerepekig.
- Ütő Endre (1903–1978) Tanult színész volt, de Miskolcra már mint díszlettervező került 1951-ben (mert iparművészeti tanulmányokat is folytatott). Színpadi díszleteit megragadó festőiség jellemezte.[11]
- Varga Gyula (1930–2010) 1959-ben érkezett Miskolcra, remek humorával, fiatalos szerepformálásával lopta be magát a nézők szívébe. Táncoskomikus szerepekben alakított nagyot, de idősebb korában a prózai szerepeket is sikerrel oldotta meg. A Déryné-gyűrűt 1977-ben, a Déryné-díjat 2000-ben kapta meg.
- Várhegyi Márta (1939–2021) 1968-tól a Miskolci Nemzeti Színház tagja, Pécsről hívta ide Sallós Gábor. A kiváló primadonna eredetileg operaénekesnek készült. Finom, érzékeny hangja révén vált a miskolci közönség kedvencévé.

## Színházi díjak
A Kilátó díj, amit 2012-ben Miskolc Megyei Jogú Város Önkormányzata alapított, évente 100 000 forinttal együtt az évadzáró társulati ülésén kerül átadásra az „évad ifjú színészének”. Arról, hogy ki kapja az elismerést a társulat színészei, a publikum, az Észak-Magyarország olvasói és az Európa Rádió hallgatói együtt döntenek. A 2012–2013-as és 2013–2014-es évadban Rusznák András, a 2014–2015-ös évadban Simon Zoltán vehette át a díjat. 2015–2016-os évadban nem osztottak ilyen nevű elismerést.
Az „Év színésze” közönségdíjat is az Észak-Magyarország hirdette meg 2011-ben, a szavazásban közreműködik a BorsodOnline internetes lap is. 2011-ben, 2012-ben, 2015-ben és 2016-ban Jancsó Dóra, míg 2013-ban és 2014-ben Molnár Sándor Tamás lett a díj nyertese.

## Képek

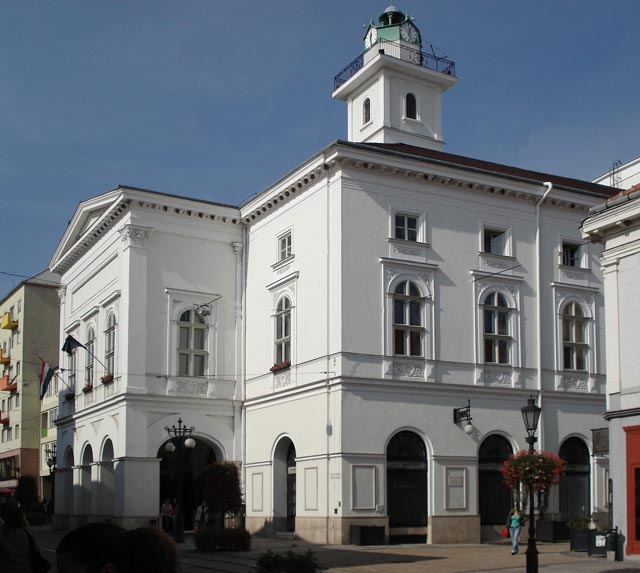
A színház nappal
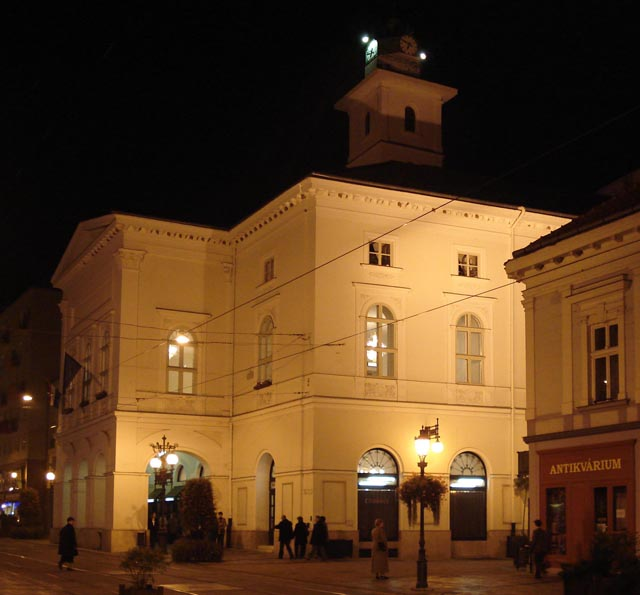
A színház este
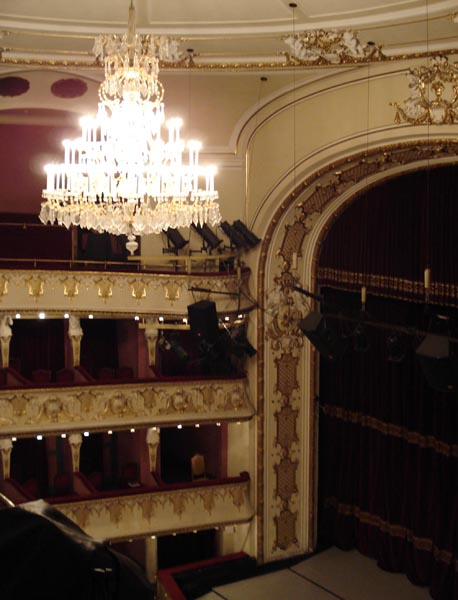
Csillár és páholyok
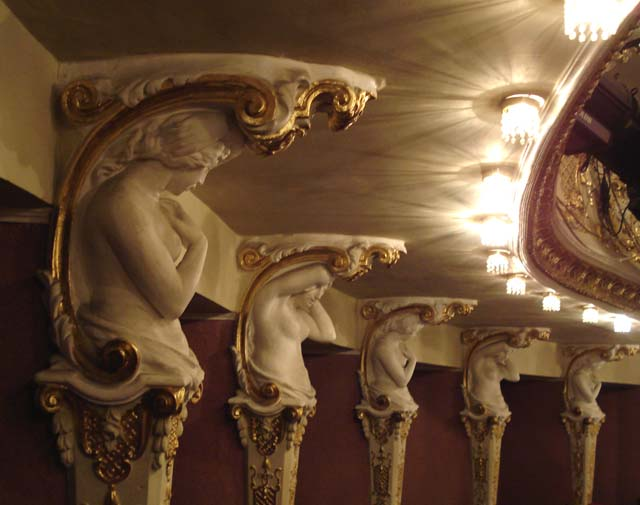
A páholysor karaitidái
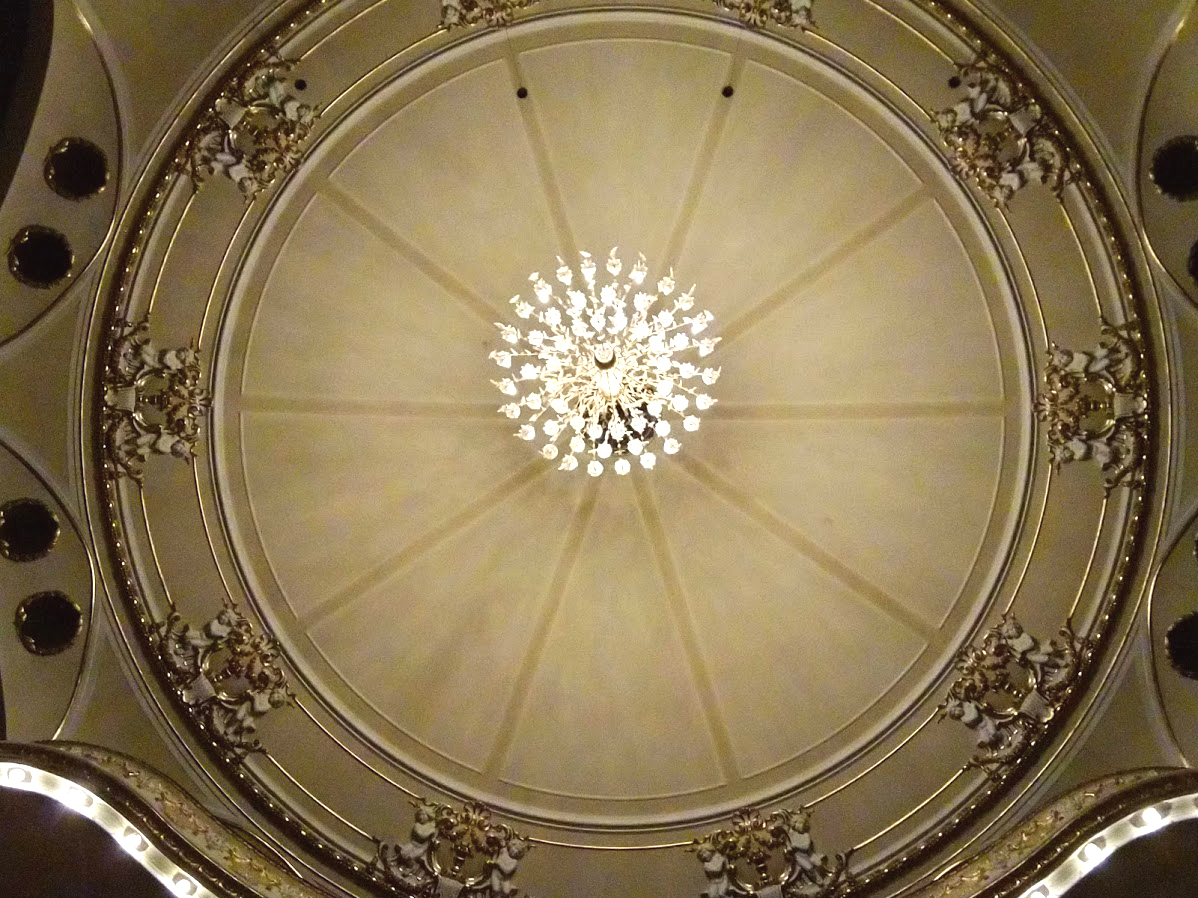
A nézőtéri csillár
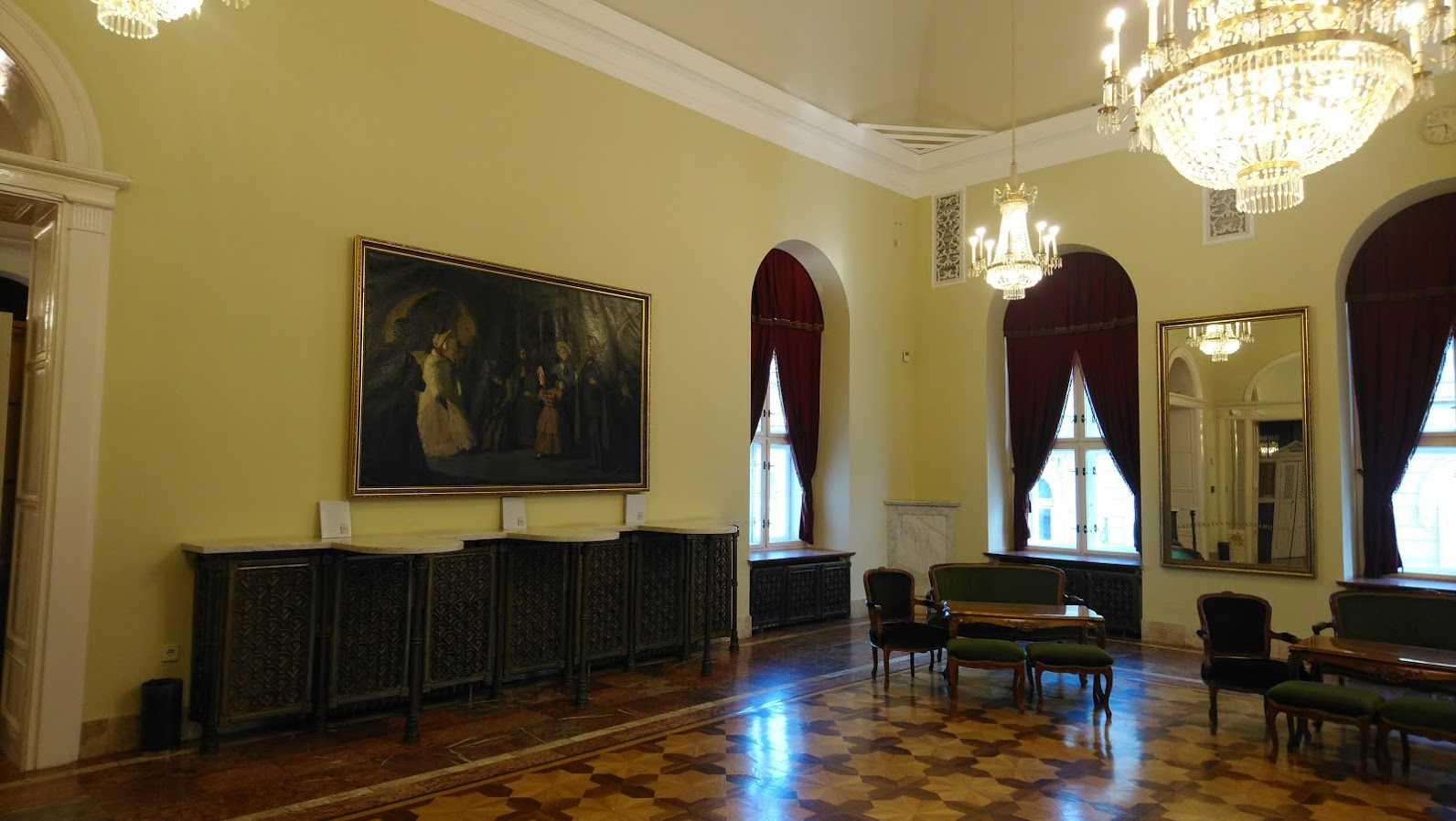
Az emeleti társalgó
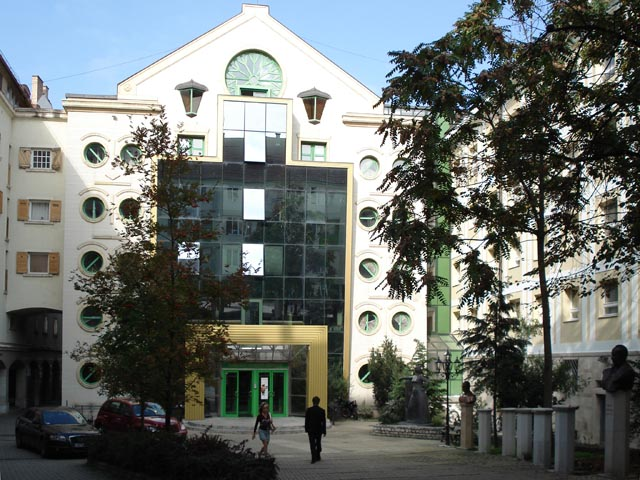
A színház Déryné-udvara
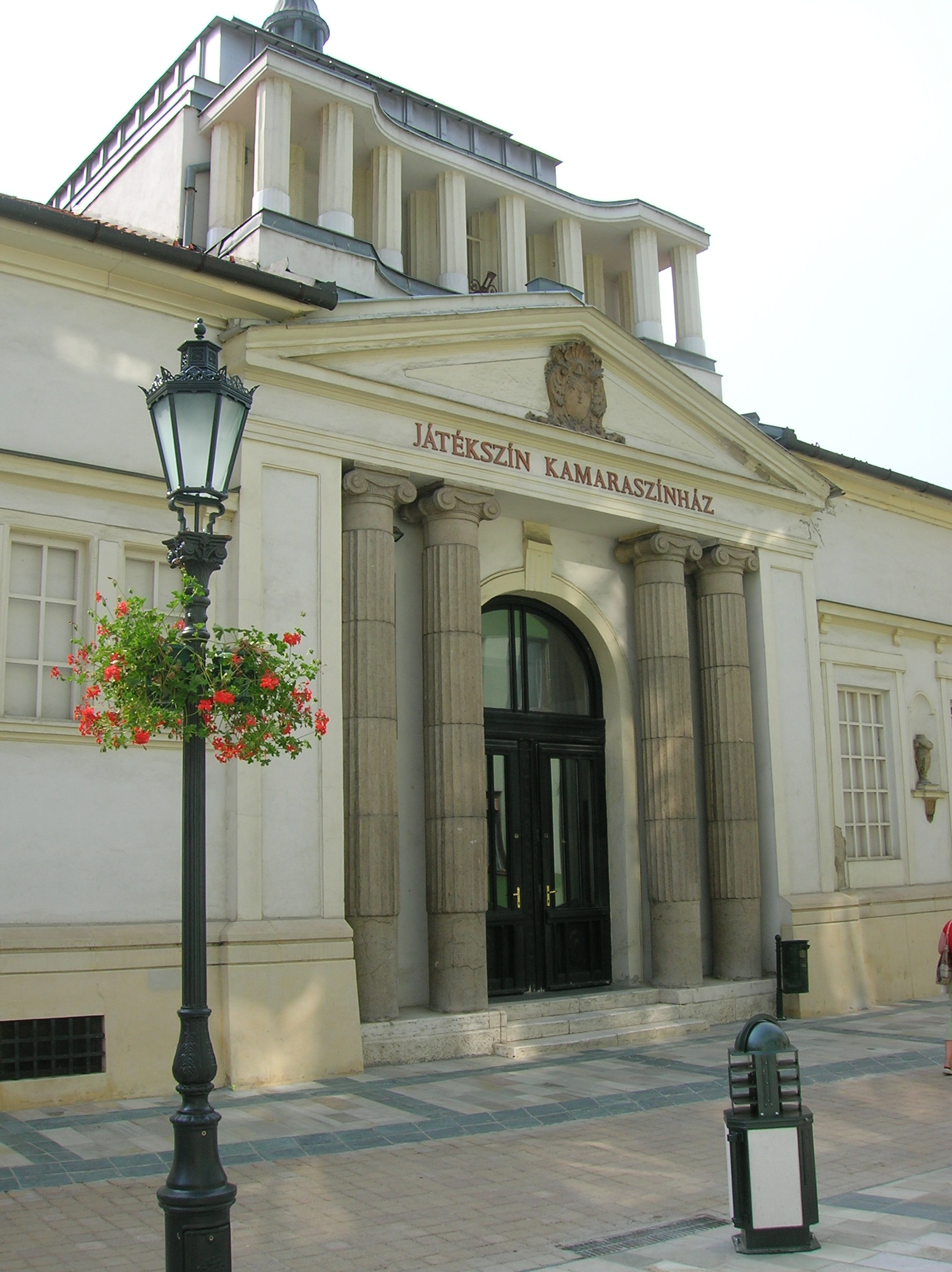
Kamaraszínház
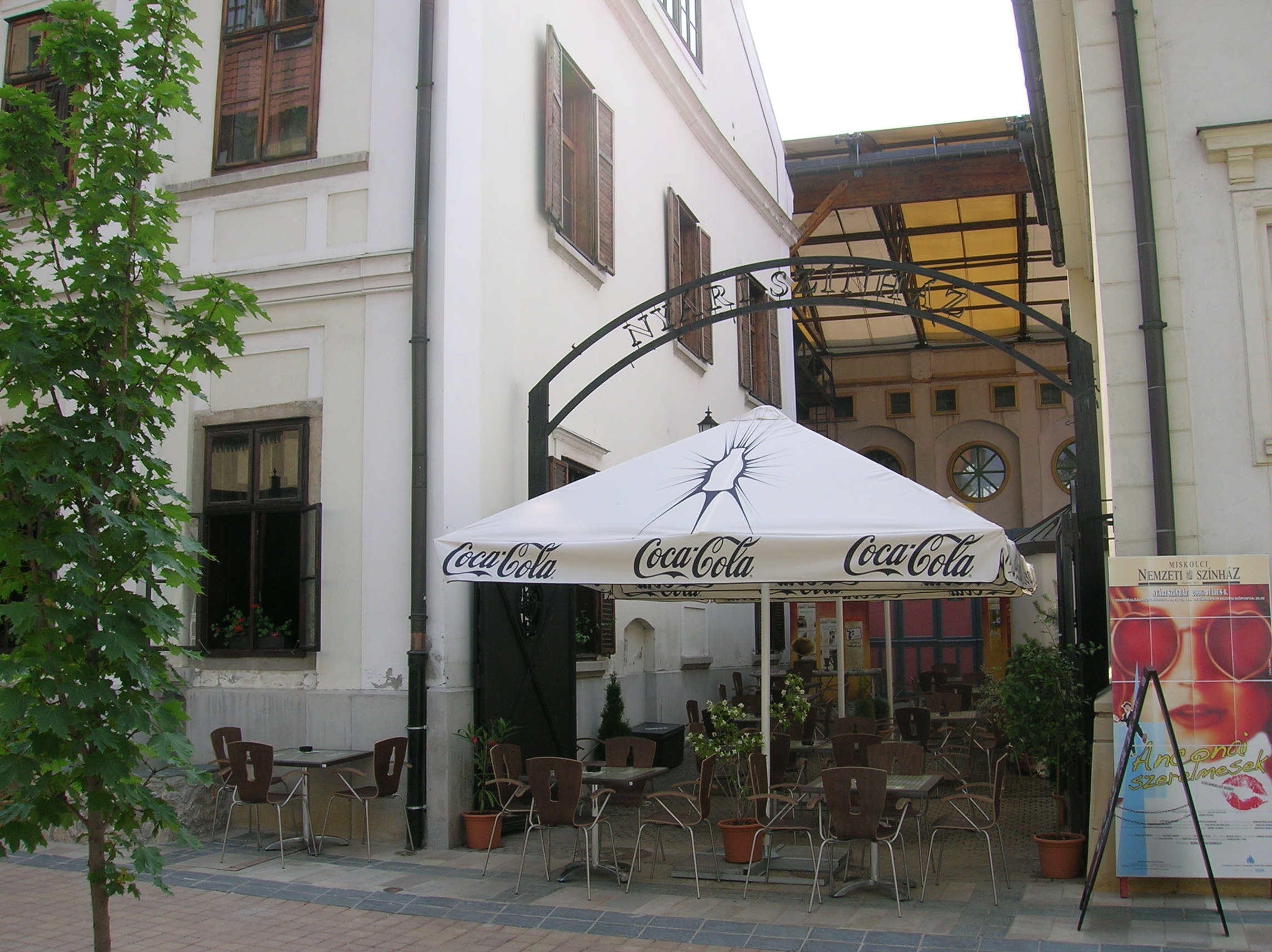
Nyári színház
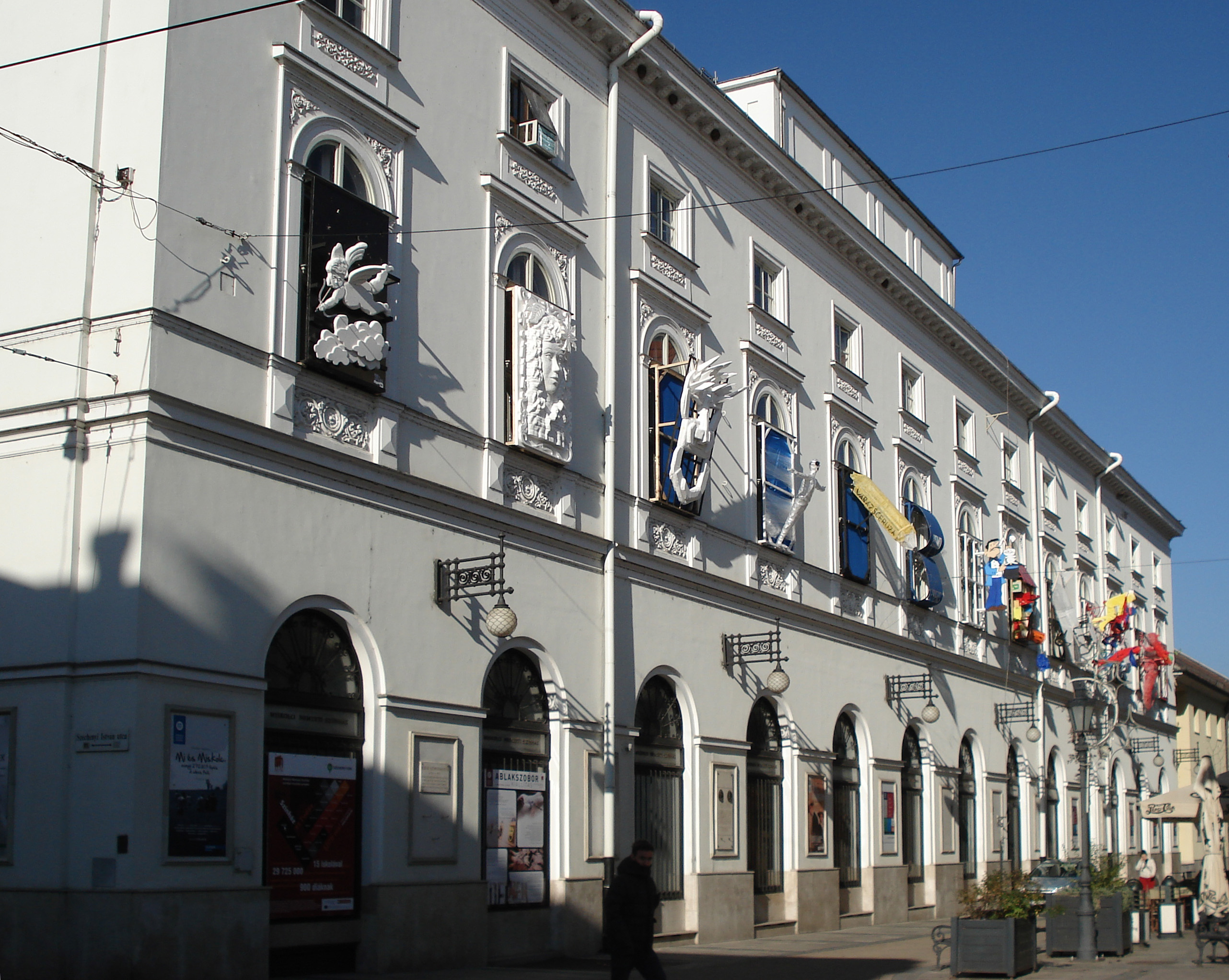
Ablakszobrok (a város művészeti iskolásai készítették 2012-ben)
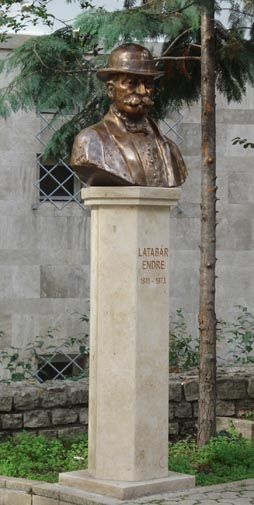
Latabár Endre szobra az udvarban (Varga Éva alkotása)
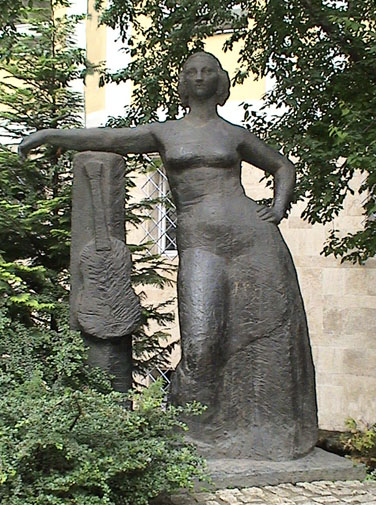
Déryné szobra az udvarban (Schaár Erzsébet műve)
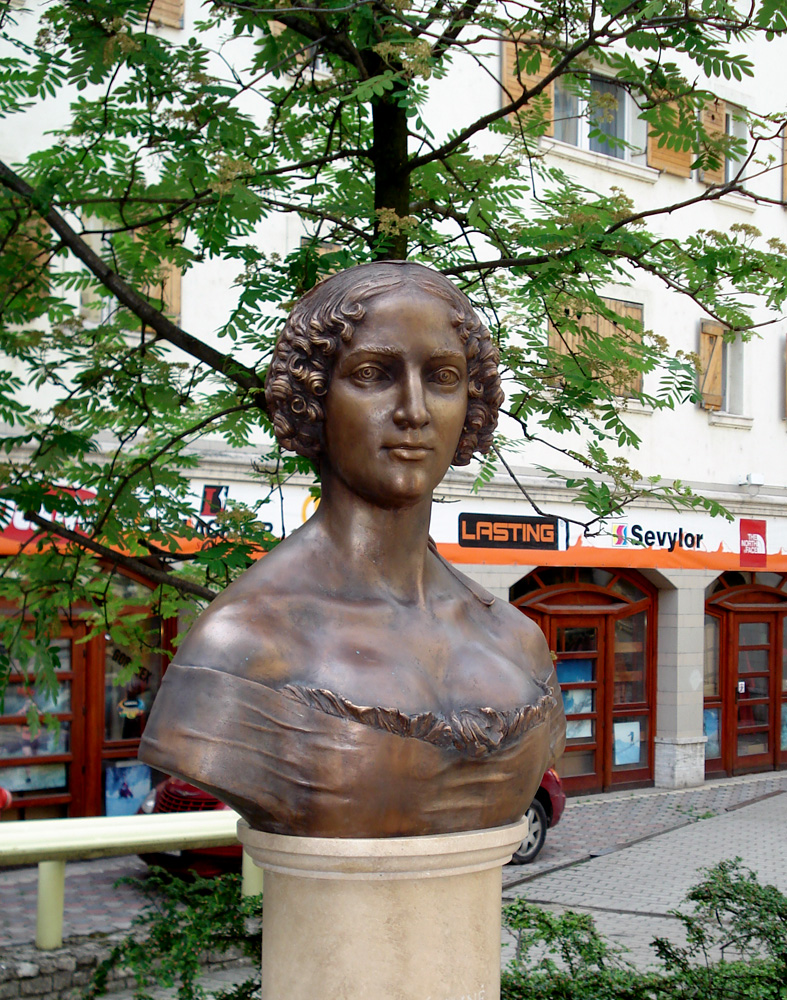
Laborfalvi Róza szobra az udvarban (Szanyi Borbála alkotása)
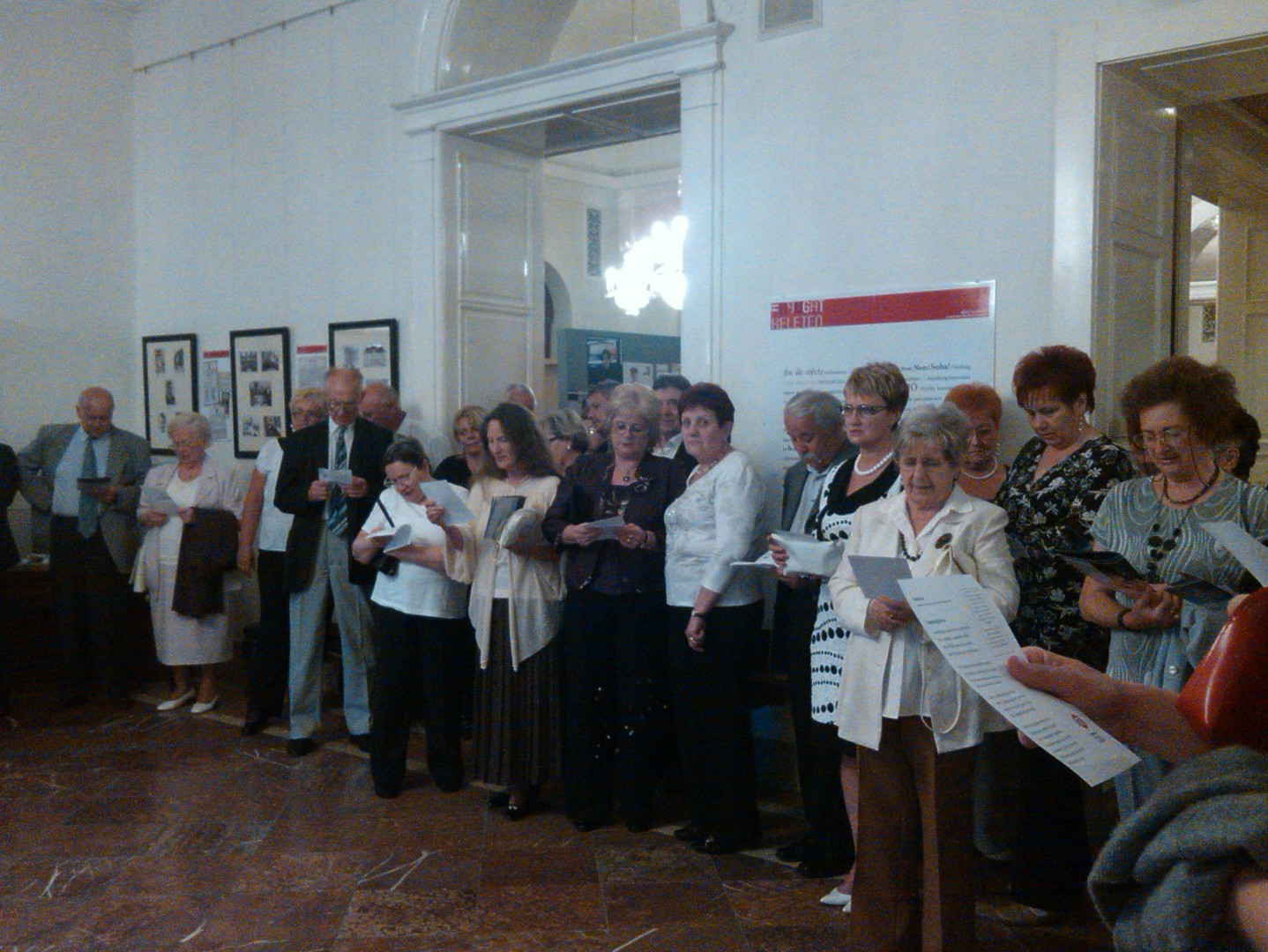
A közönség Verdi Nabuccójából énekel az emeleti társalgóban, az előadás szünetében
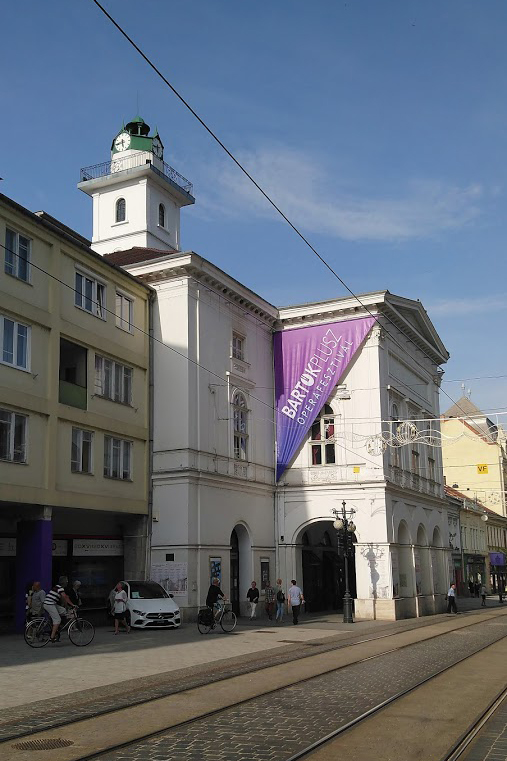
A 2018-as Operafesztivál egyik fő helyszíne a színház